# Rewolucja goździków

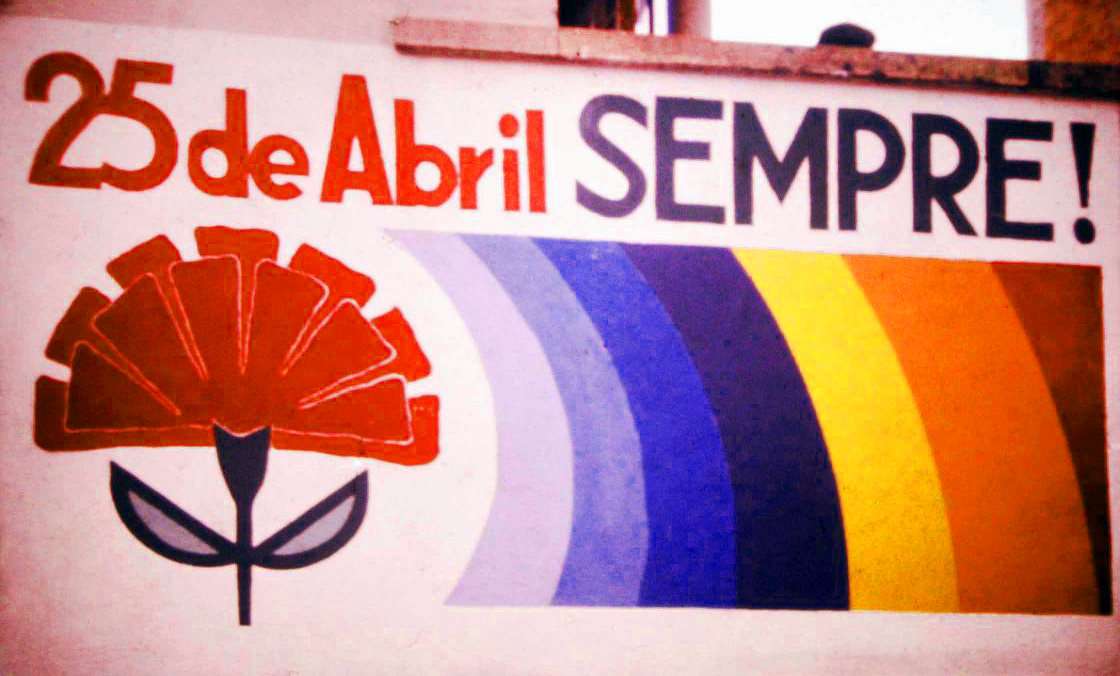
Mural upamiętniający rewolucję

Rewolucja goździków (port. Revolução dos Cravos) – wojskowy zamach stanu w Portugalii w 1974 roku, który doprowadził do obalenia dyktatury Marcela Caetana – następcy Antónia Salazara. W konsekwencji doszło do przywrócenia swobód obywatelskich i politycznych oraz dekolonizacji portugalskich posiadłości w Afryce i Azji.

## Historia

### Przebieg zamachu
Zamach stanu miał miejsce 25 kwietnia 1974. Za jego organizację i przeprowadzenie odpowiedzialni byli lewicowi oficerowie zrzeszeni w Ruchu Sił Zbrojnych (MFA) – organizacja skupiała głównie młodych kapitanów, lecz patronat nad nimi objęli generałowie Francisco da Costa Gomes i António de Spínola. W dowodzonej przez Otelo Saraiva de Carvalho akcji uczestniczyły bezpośrednio dwa tysiące żołnierzy. Spiskowcy zajęli sztab generalny, siedzibę rządu, radio i telewizję znajdujące się w Lizbonie i Porto. Premier Marcelo Caetano schronił się w koszarach Gwardii Republikańskiej. Po tym, gdy jak sam przyznał, „nie spotkał nikogo, kto by chciał walczyć w obronie rządu”, sam oddał się w ręce puczystów. Zamach stanu został przeprowadzony pokojowo, a jedynymi ofiarami była czwórka obywateli zastrzelonych przez funkcjonariuszy policji politycznej podczas oblężenia siedziby PIDE. Organizatorzy rewolucji  zostali masowo poparci przez obywateli, którzy w geście poparcia armii wyszli na ulice. 
Sygnałem do rozpoczęcia zamachu było nadanie przez lizbońskie radio pieśni Jose Afonsa „Grandola, Vila Morena”. Nadało ją 25 minut po północy katolickie Rádio Renascença. Nazwę rewolucji dały białe i czerwone goździki, jakimi Celeste Caeiro obdarowała biorących udział w puczu żołnierzy; za jej przykładem poszli kwiaciarze i inni mieszkańcy Lizbony. Kwiaty wetknięte w lufy karabinów stały się symbolem rewolucji.

### Rządy rewolucyjne
Wojskowi utworzyli Radę Ocalenia Narodowego i rząd tymczasowy oraz zlikwidowali główne instytucje obalonej dyktatury. Prezydentem i przewodniczącym Rady Ocalenia Narodowego został generał de Spínola. Wybory do konstytuanty wojsko zapowiedziało na 1975 rok. W społeczeństwie dużą popularnością cieszyły się poglądy radykalnie lewicowe i antykolonialne. Nastroje społeczne były nieprzychylne konserwatywnemu de Spínoli, który pozostawał zwolennikiem utworzenia szerokiej konfederacji Portugalii i jej zamorskich kolonii. We wrześniu niepopularny generał złożył dymisję, a na stanowisku zastąpił go Costa Gomes. 
Od września prym w rządzie objęła skrajna lewica, w tym komuniści, którym przypadło stanowisko premiera i czterech ministrów. Pod jej rządami Portugalia przyznała niepodległość Angoli, Mozambikowi, Gwinei-Bissau, Wyspom Świętego Tomasza i Książęcej, Wyspom Zielonego Przylądka i Timorowi Wschodniemu (wkrótce zaatakowanemu i zaanektowanemu przez Indonezję). Takiemu biegowi sprawy sprzeciwił się Spínola, który w marcu zorganizował nieudaną próbę puczu (jego niepowodzenie wynikało z powodu braku poparcia – puczyści zostali zaatakowani przez mieszkańców stolicy). Próba ta doprowadziła do dalszego wzmocnienia radykalnych lewicowców. Radykalne skrzydło MFA zdobyło przewagę w wojskowej Radzie Rewolucji. Radykalni wojskowi wdrożyli szereg daleko idących zmian gospodarczych: nacjonalizację banków, wielkiego przemysłu, transportu i energetyki. Ruszyła reforma rolna.
Zapowiedziane przez wojsko wybory do konstytuanty odbyły się 25 kwietnia 1975. Zwycięstwo w nich zdobyły partie umiarkowane – Partia Socjalistyczna (38%) i centroprawica (12%). Triumf sił umiarkowanych potwierdziły demonstracje, które objęły konserwatywną północ kraju w okresie letnim. Po wyborczym sukcesie sił umiarkowanych, major Ernesto Augusto de Melo Antunes, pozostający sojusznikiem socjalistów, doprowadził do dymisji skrajnie lewicowego rządu. Do nowego gabinetu weszli socjaliści i umiarkowani prawicowcy.
25 listopada 1975 doszło do nieudanej próby buntu żołnierzy związanych z lewicą MFA. W 1976 uchwalona została nowa konstytucja i odbyły się wybory parlamentarne oraz prezydenckie. Konstytucja zapewniła równowagę władzy pomiędzy organami pochodzącymi z wyboru a Radą Rewolucji (istniejącą do 1982). Wybory wygrali socjaliści, a na czele pierwszego rządu konstytucyjnego stanął Mario Soares. Prezydentem republiki został António Ramalho Eanes. Prezydent doprowadził do odsunięcia od władzy bardziej radykalnych przedstawicieli lewicy oraz ograniczenia wpływów armii.